# Chloebora marshalli
Chloebora marshalli är en insektsart som först beskrevs av Henry, G.M. 1933.  Chloebora marshalli ingår i släktet Chloebora och familjen gräshoppor. Inga underarter finns listade i Catalogue of Life.